# Taurijos miškas
Taurijos miškas este o arie protejată (arie specială de conservare — SAC, sit de importanță comunitară — SCI) din Lituania întinsă pe o suprafață de 506 ha, integral pe uscat.

## Localizare
Centrul sitului Taurijos miškas este situat la coordonatele 54°45′44″N 25°36′19″E / 54.7622°N 25.6053°E.

## Înființare
Situl Taurijos miškas a fost declarat sit de importanță comunitară în ianuarie 2004 pentru a proteja 1 specie de animale. Situl a fost protejat și ca arie specială de conservare în martie 2009.

## Biodiversitate
Situată în ecoregiunea boreală, aria protejată conține 2 habitate naturale: Taiga vestică, Păduri central-europene de pin scoțian cu licheni.
La baza desemnării sitului se află o specie protejată de  mamifere: vidră de râu (Lutra lutra).